# Daniel Ricciardo
Daniel Ricciardo, avstralski dirkač Formule 1, * 1. julij 1989, Perth, Avstralija.
Ricciardo je bil v prvi polovici sezone 2011 tretji dirkač moštva Scuderia Toro Rosso, od dirke za Veliko nagrado Velike Britanije pa je nastopal za moštvo Hispania Racing. Na enajstih dirkah je kot najboljšo uvrstitev trikrat dosegel osemnajsto mesto, brez točk pa je zasedel 27. mesto v prvenstvu. V sezoni 2012 je v moštvu Toro Rosso osvojil osemnajsto mesto v prvenstvu z desetimi prvenstvenimi točkami in najboljšo uvrstitvijo treh devetih mest. V sezoni 2014 je prestopil v Red Bull ter na dirki za Veliko nagrado Kanade dosegel svojo prvo zmago v karieri, ob njej je dobil tudi dirki za Veliko nagrado Madžarske in Veliko nagrado Belgije ter zasedel skupno tretje mesto v dirkaškem prvenstvu, tudi pred moštvenim kolegom in štirikratnim prvakom Sebastianom Vettlom. Po slabši sezoni 2015 brez zmage in z osmim mestom v dirkaškem prvenstvu, je v sezoni 2016 dosegel eno zmago na dirki za Veliko nagrado Malezije in ponovil tretje mesto v dirkaškem prvenstvu.

## Rezultati Formule 1
(legenda) (odebeljene dirke pomenijo najboljši štartni položaj, poševne pa najhitrejši krog, †-uvrščen kljub odstopu)
| Leto | Moštvo                       | Šasija          | Motor                           | 1       | 2       | 3      | 4       | 5      | 6       | 7      | 8      | 9       | 10     | 11      | 12      | 13      | 14      | 15      | 16      | 17      | 18      | 19      | 20      | 21     | Prv | Toč |
| ---- | ---------------------------- | --------------- | ------------------------------- | ------- | ------- | ------ | ------- | ------ | ------- | ------ | ------ | ------- | ------ | ------- | ------- | ------- | ------- | ------- | ------- | ------- | ------- | ------- | ------- | ------ | --- | --- |
| 2011 | Scuderia Toro Rosso          | Toro Rosso STR6 | Ferrari 056 2.4 V8              | AVS TD  | MAL TD  | KIT TD | TUR TD  | ŠPA TD | MON TD  | KAN TD | EU TD  |         |        |         |         |         |         |         |         |         |         |         |         |        | 27. | 0   |
| 2011 | HRT Formula 1 Team           | Hispania F111   | Cosworth CA2011 2.4 V8          |         |         |        |         |        |         |        |        | VB 19   | NEM 19 | MAD 18  | BEL Ret | ITA NC  | SIN 19  | JAP 22  | KOR 19  | IND 18  | ABU Ret | BRA 20  |         |        | 27. | 0   |
| 2012 | Scuderia Toro Rosso          | Toro Rosso STR7 | Ferrari 056 2.4 V8              | AVS 9   | MAL 12  | KIT 17 | BAH 15  | ŠPA 13 | MON Ret | KAN 14 | EU 11  | VB 13   | NEM 13 | MAD 15  | BEL 9   | ITA 12  | SIN 9   | JAP 10  | KOR 9   | IND 13  | ABU 10  | ZDA 12  | BRA 13  |        | 18. | 10  |
| 2013 | Scuderia Toro Rosso          | Toro Rosso STR8 | Ferrari 056 2.4 V8              | AVS Ret | MAL 18† | KIT 7  | BAH 16  | ŠPA 10 | MON Ret | KAN 15 | VB 8   | NEM 12  | MAD 13 | BEL 10  | ITA 7   | SIN Ret | KOR 19  | JAP 13  | IND 10  | ABU 16  | ZDA 11  | BRA 10  |         |        | 14. | 20  |
| 2014 | Infiniti Red Bull Racing     | Red Bull RB10   | Renault Energy F1-2014 1.6 V6 t | AVS DSQ | MAL Ret | BAH 4  | KIT 4   | ŠPA 3  | MON 3   | KAN 1  | AVT 8  | VB 3    | NEM 6  | MAD 1   | BEL 1   | ITA 5   | SIN 3   | JAP 4   | RUS 7   | ZDA 3   | BRA Ret | ABU 4   |         |        | 3.  | 238 |
| 2015 | Infiniti Red Bull Racing     | Red Bull RB11   | Renault Energy F1-2015 1.6 V6 t | AVS 6   | MAL 10  | KIT 9  | BAH 6   | ŠPA 7  | MON 5   | KAN 13 | AVT 10 | VB Ret  | MAD 3  | BEL Ret | ITA 8   | SIN 2   | JAP 15  | RUS 15† | ZDA 10  | MEH 5   | BRA 11  | ABU 6   |         |        | 8.  | 92  |
| 2016 | Red Bull Racing              | Red Bull RB12   | TAG Heuer 1.6 V6 t              | AVS 4   | BAH 4   | KIT 4  | RUS 11  | ŠPA 4  | MON 2   | KAN 7  | EU 7   | AVT 5   | VB 4   | MAD 3   | NEM 2   | BEL 2   | ITA 5   | SIN 2   | MAL 1   | JAP 6   | ZDA 3   | MEH 3   | BRA 8   | ABU 5  | 3.  | 256 |
| 2017 | Red Bull Racing              | Red Bull RB13   | TAG Heuer 1.6 V6 t              | AVS Ret | KIT 4   | BAH 5  | RUS Ret | ŠPA 3  | MON 3   | KAN 3  | AZE 1  | AVT 3   | VB 5   | MAD Ret | BEL 3   | ITA 4   | SIN 2   | MAL 3   | JAP 3   | ZDA Ret | MEH Ret | BRA 6   | ABU Ret |        | 5.  | 200 |
| 2018 | Aston Martin Red Bull Racing | Red Bull RB14   | TAG Heuer 1.6 V6 t              | AVS 4   | BAH Ret | KIT 1  | AZE Ret | ŠPA 5  | MON 1   | KAN 4  | FRA 4  | AVT Ret | VB 5   | NEM Ret | MAD 4   | BEL Ret | ITA Ret | SIN 6   | RUS 6   | JAP 4   | ZDA Ret | MEH Ret | BRA 4   | ABU 4  | 6.  | 170 |
| 2019 | Renault F1 Team              | Renault R.S.19  | Renault E-Tech 19 1.6 V6 t      | AVS Ret | BAH 18† | KIT 7  | AZE Ret | ŠPA 12 | MON 9   | KAN 6  | FRA 11 | AVT 12  | VB 7   | NEM Ret | MAD 14  | BEL 14  | ITA 4   | SIN 14  | RUS Ret | JAP DSQ | MEH 8   | ZDA 6   | BRA 6   | ABU 11 | 9.  | 54  |